# Z 200 (Cerdagne)
Pour les articles homonymes, voir Z 200.
,,,
Les Z 200 sont deux chasse-neige automoteurs à traction électrique et alimentés par troisième rail. Ils ont été obtenus par transformation de deux fourgons (n° 8 et 9 du Midi renumérotés 308 et 309 par la SNCF) construits par les Établissements Carde à Bordeaux en 1908-1909. Ils sont aujourd'hui encore en service.

## Histoire
- EDe 1 à 10 Midi
- ZDy 301 à 310 SNCF 1950
- ZDy 201 & 202 SNCF 1956 ex 308 & 309

La Z 201 et la Z 202 sont équipées chacune d'un éperon différent. Cela étant dû au profil de la ligne de Cerdagne, la Z 201 étant toujours dirigée du côté Villefranche et la Z 202 du côté Latour-de-Carol.
La Z 202 est classée au titre des monuments historiques depuis le 14 septembre 1995.

## Galerie de photographies

Autres vues des Z 201 et 202
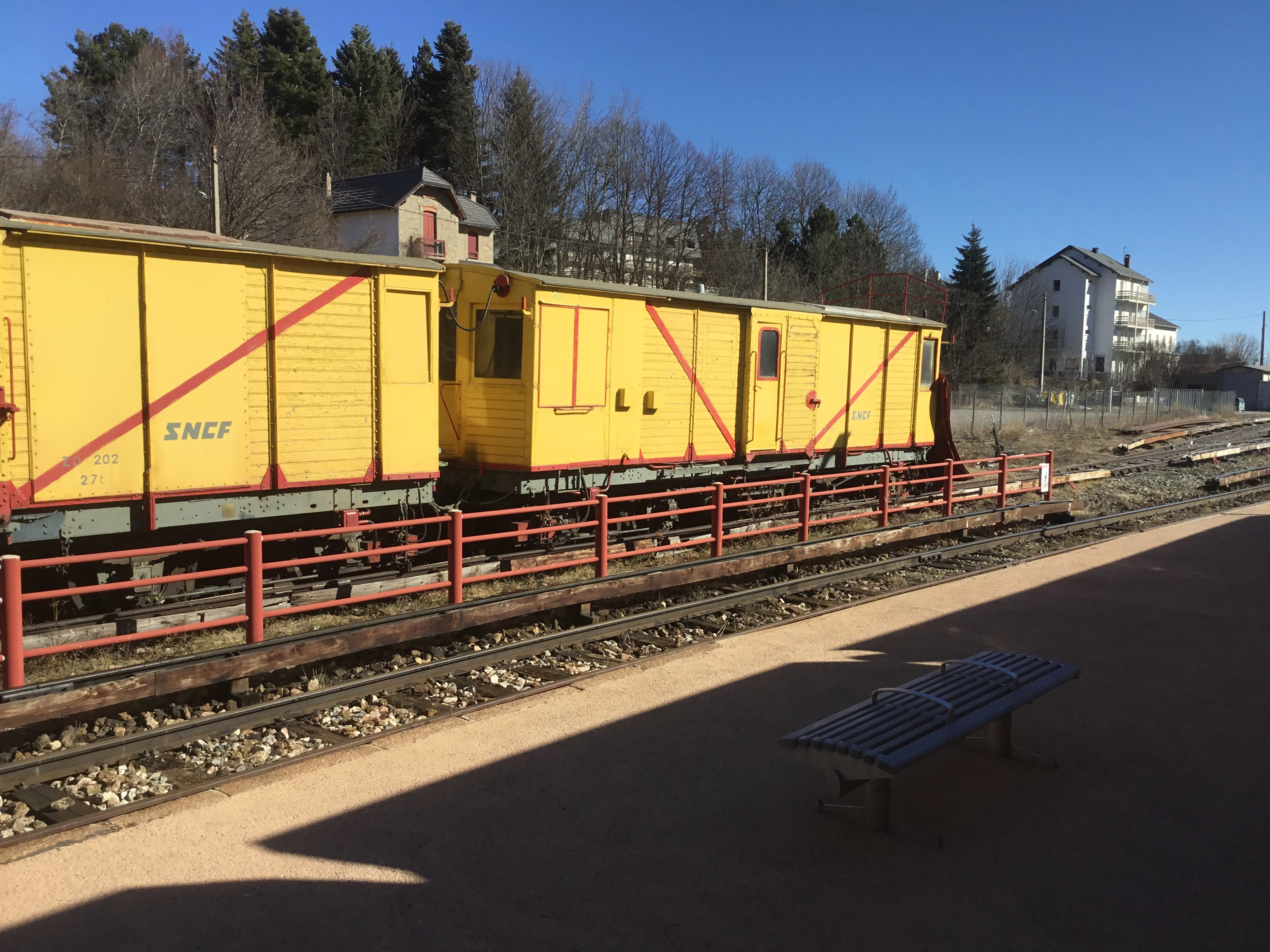
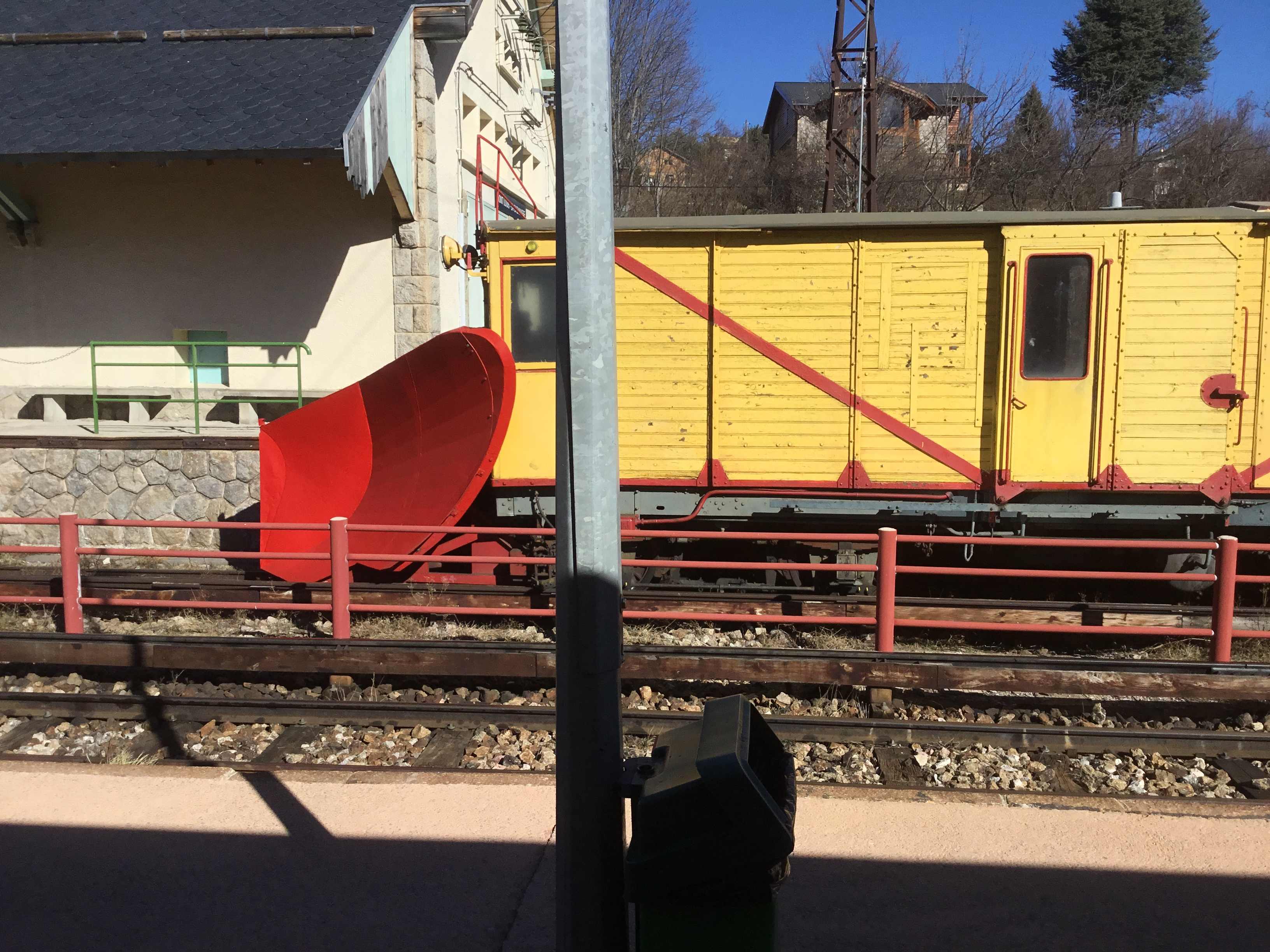
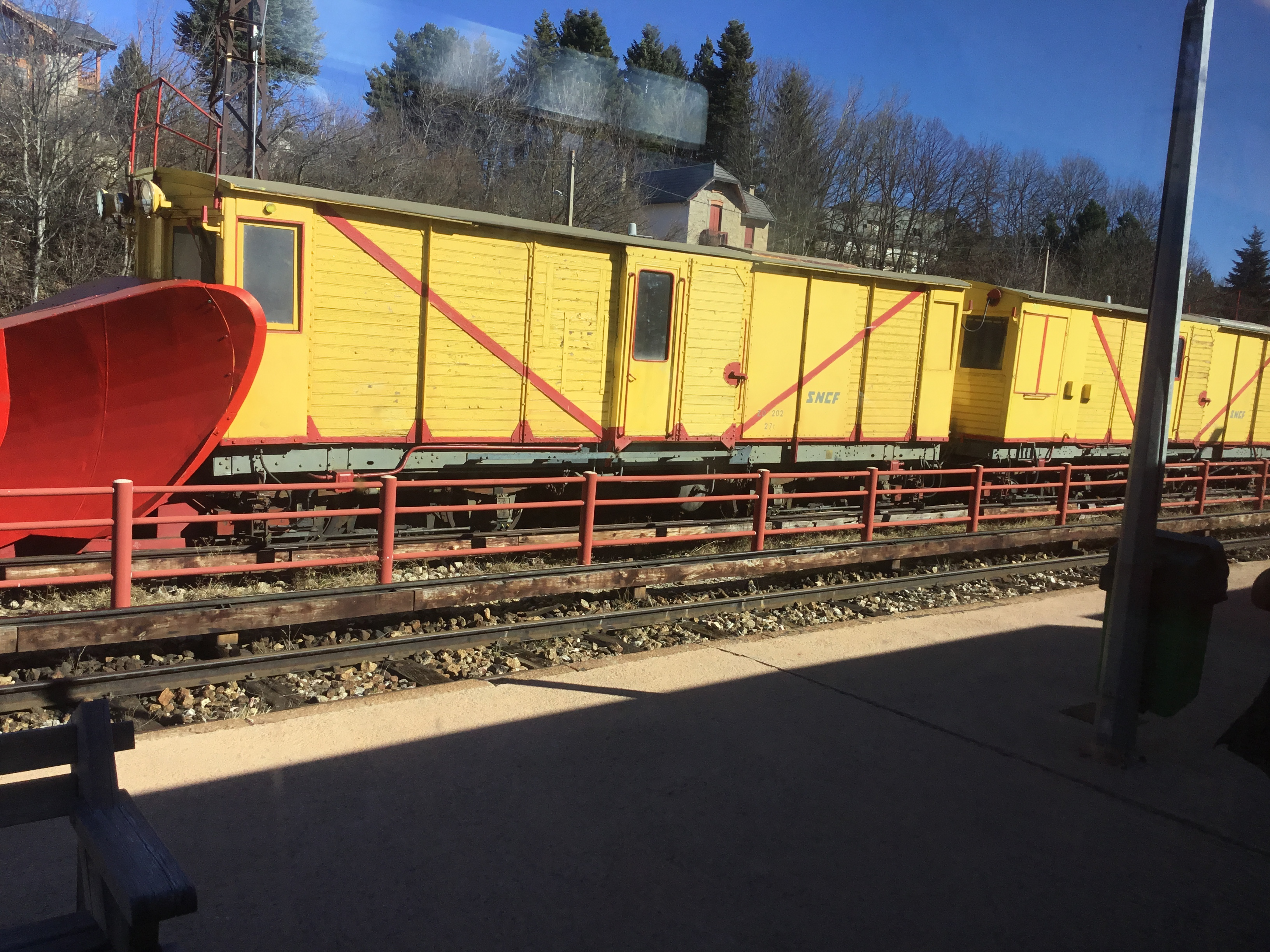
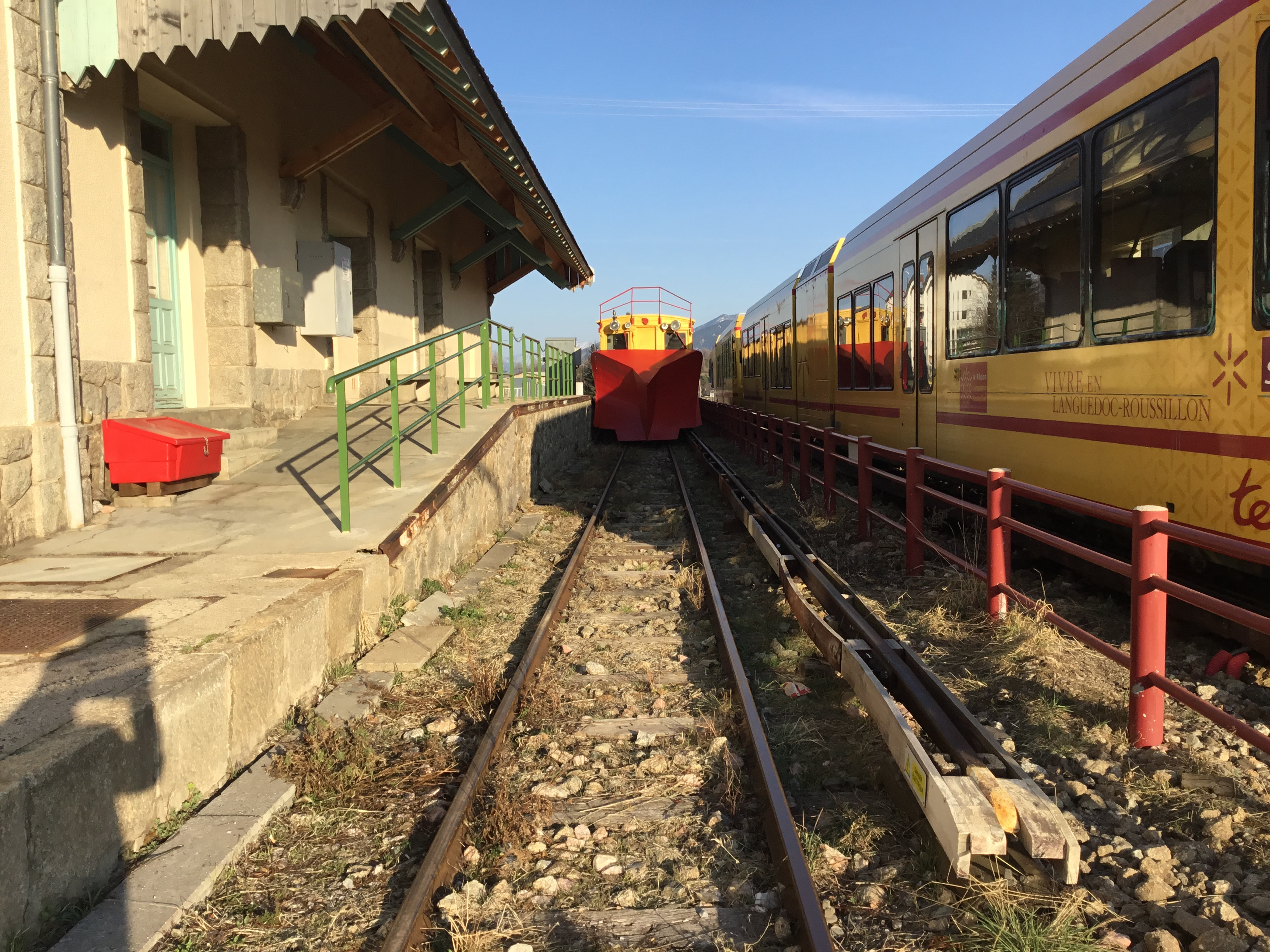
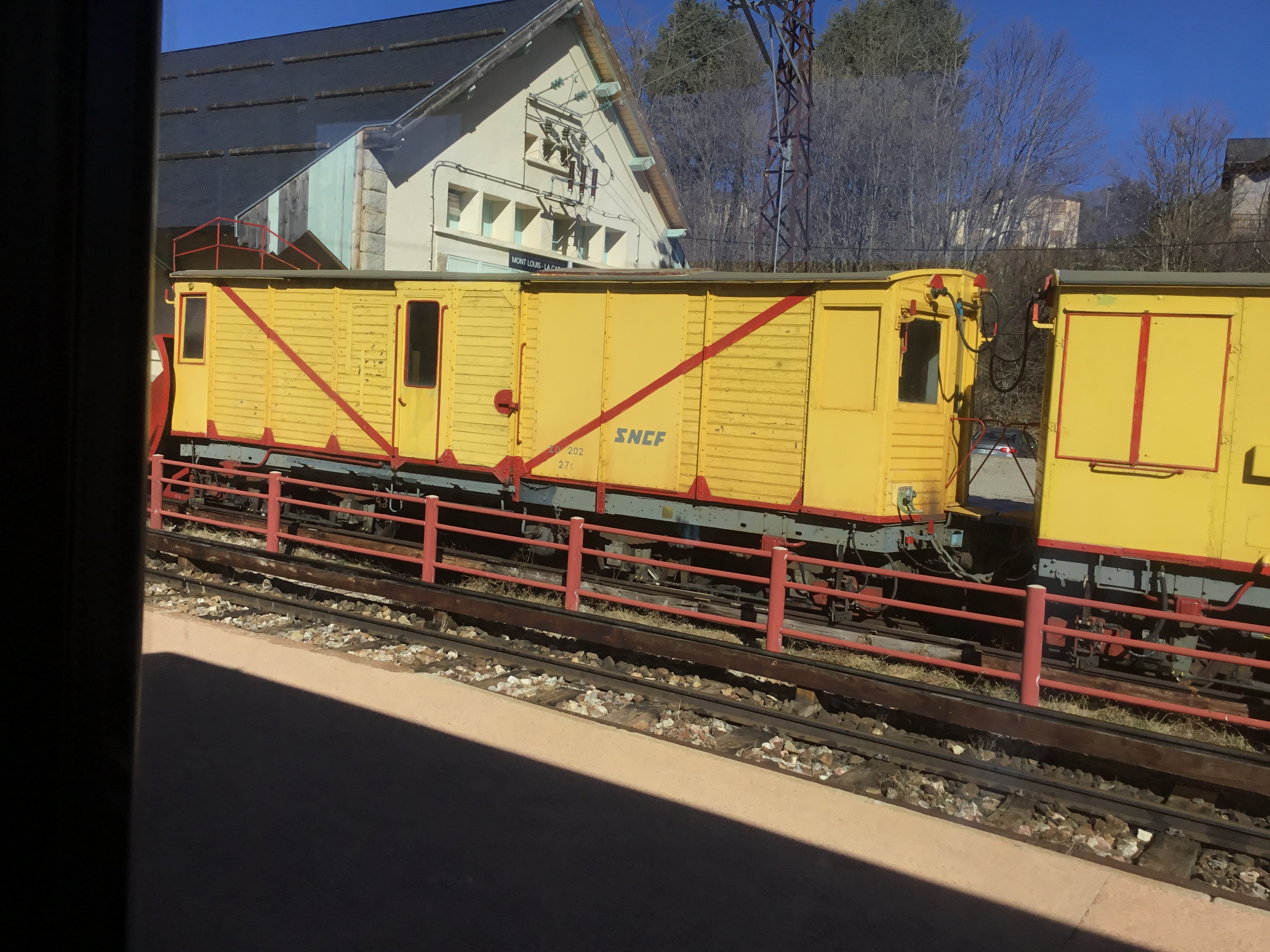